# Partido Verde (Noruega)
O Partido Verde (em norueguês: Miljøpartiet De Grønne e Miljøpartiet Dei Grøne, MDG) é um partido político da Noruega.
O partido foi fundado em 1988, embora, já desde 1984 houvesse a ideia de fundar um partido ecologista na Noruega. Entre os membros fundadores estavam Arne Naess, Johan Galtung e Sigmund Kvaløy Setreng.
O partido, durante os primeiros 20 anos, foi um partido de pequena expressão eleitoral, nunca conseguindo ultrapassar os 0,5% em eleições legislativas.
Recentemente, o partido começou a ter um rápido crescimento eleitoral, atingindo 1,3% nas eleições locais de 2011 e, 2,8% nas eleições legislativas de 2013, resultado que permitiu ao partido, pela primeira vez, eleger um deputado para o Storting.
O MDG é um partido ecologista, ambientalista, progressista e que, defende a justiça social. O partido está colocado no centro-esquerda, apesar de, rejeitar integrar tanto o bloco de centro-direita, liderado pelo Partido Conservador, como o bloco de centro-esquerda, liderado pelo Partido Trabalhista Norueguês, chegando mesmo a descrever os dois blocos como o "bloco fóssil".
O partido é liderado por Une Aina Bastholm, e, integra o Partido Verde Europeu e a Global Verde.

## Ideologia

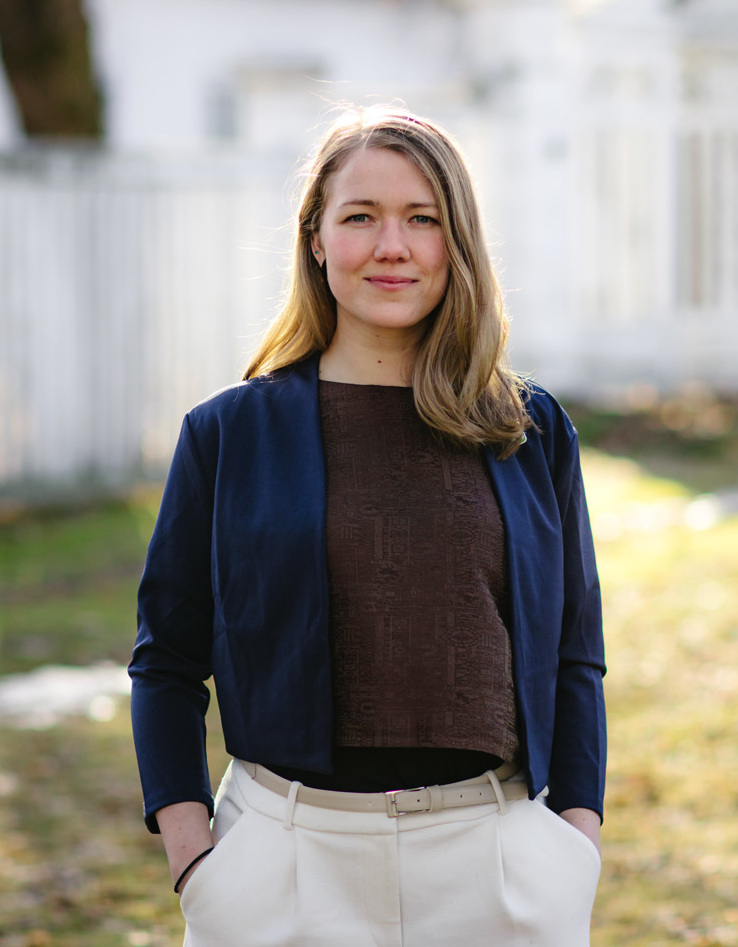
Une Aina Bastholm, líder do Partido Verde.

Segundo os estatutos do partido, os objetivos e princípios do Partido Verde são "uma sociedade humana em equilíbrio ecológico. A economia deve estar subordinada a princípios ecológicos sólidos e promover a paz e a justiça local e globalmente. Comunidades viáveis baseadas em recursos locais são um pré-requisito para alcançar a meta.".
O Partido Verde é baseado na ideologia verde e em três princípios de solidariedade:
- Solidariedade entre seres humanos;
- Solidariedade com as gerações futuras;
- Solidariedade com animais e natureza.

A ideologia e os movimentos verdes dos quais o Partido Verde faz parte emergiram durante a década de 1970, com base no movimento de energia ambiental e antinuclear e em vários novos movimentos sociais, e com a influência de vários ambientes políticos diferentes, tanto do nova esquerda que criticou o comunismo, como de liberais e conservadores preocupados com o meio ambiente e a sustentabilidade. Os partidos verdes tiveram e estão intimamente ligados ao movimento ambiental, mas as políticas verdes incluem mais do que apenas a natureza tradicional e a proteção ambiental. Sessenta anos de correntes anti-autoritárias são uma parte importante da pré-história dos partidos verdes, mas a ideologia verde e os partidos verdes que surgiram durante a década de 1980 constituíram uma ruptura com várias ideologias políticas anteriores. Tanto a ecosofia de Arne Næss quanto o pensamento não-violento de Mahatma Gandhi têm sido importantes fontes de inspiração para o pensamento verde. Desde a década de 1980, os partidos verdes na Europa adotaram principalmente uma postura social-liberal progressista, além do foco no meio ambiente e na sustentabilidade ecológica. O partido pretende introduzir um imposto sobre o consumo perdulário e reorganizar a indústria alimentar. Os Verdes também prometem apoiar uma reforma na indústria agrária, aumentando a produção de safras orgânicas e fortalecendo o setor agrícola como amigo do ambiente.
O Partido Verde procura reduzir a extração de petróleo da Noruega para combater as alterações climáticas. A proposta é parar a mineração até 2033.
Na Noruega, o Partido Verde define-se como um partido sincrético que não pertence nem à esquerda ou nem à direita e declarou que está aberto à cooperação com todos os partidos, exceto o Partido do Progresso. No entanto, de acordo com uma pesquisa realizada em 2014, localmente, o partido tem se situado mais à esquerda, apoiando vários candidatos de partidos de esquerda a Prefeitos. Porém, por exemplo, o partido irmão e modelo Aliança 90/Os Verdes participou em vários governos estaduais e locais, juntamente com a CDU conservadora.
Na Europa, os Partidos Verdes, especialmente nos países onde são maiores, são principalmente fortes defensores da integração europeia, mas o Partido Verde defende um referendo sobre a questão da adesão à UE.

## Resultados eleitorais

### Eleições legislativas
| Data | Líder                               | CI.  | Votos  | %           | +/-     | Deputados | +/-     | Status            |
| ---- | ----------------------------------- | ---- | ------ | ----------- | ------- | --------- | ------- | ----------------- |
| 1989 | Ove Braaten                         | 9.º  | 10 136 | 0,4 / 100,0 |         | 0 / 165   |         | Extra-parlamentar |
| 1993 | Jan Bojer Vindheim                  | 12.º | 3 054  | 0,1 / 100,0 | 0,3     | 0 / 165   | Estável | Extra-parlamentar |
| 1997 | Ane Aadland Arne Gravanes           | 11.º | 5 884  | 0,2 / 100,0 | 0,1     | 0 / 165   | Estável | Extra-parlamentar |
| 2001 | Lisa Fröyland Jan Bojer Vindheim    | 13.º | 3 785  | 0,2 / 100,0 | Estável | 0 / 165   | Estável | Extra-parlamentar |
| 2005 | Trude Malthe Thommasen Gaute Busch  | 12.º | 3 652  | 0,1 / 100,0 | 0,1     | 0 / 169   | Estável | Extra-parlamentar |
| 2009 | Hanna E. Marcussen Sondre Båtstrand | 10.º | 9 286  | 0,3 / 100,0 | 0,2     | 0 / 169   | Estável | Extra-parlamentar |
| 2013 | Hanna E. Marcussen Rasmus Hansson   | 8.º  | 79 152 | 2,8 / 100,0 | 2,5     | 1 / 169   | 1       | Oposição          |
| 2017 | Une Aina Bastholm Rasmus Hansson    | 8.º  | 94 427 | 3,2 / 100,0 | 0,4     | 1 / 169   | Estável | Oposição          |